# Before the Noise Tour
Before the Noise é uma turnê da banda McFly tendo como base o álbum Above the Noise. A banda prometeu que essa seria uma turnê diferente e que os fãs iriam se surpreender. A turnê foi realizada apenas na Europa. Talvez ganharia destaque internacional no segundo semestre do ano de 2011. Foi anunciado recentemente que a banda passaria pelo Brasil ainda em 2011.

## Antecedentes
O legado britânico da turnê foi confirmada pelo vocalista/guitarrista Danny Jones no site da Super City. A turnê começaria no dia 14 de Março de 2011, mas devido a problemas pessoais de Dougie, as primeiras datas foram remarcadas para o final do legado britânico da turnê. Em meados de abril, datas na Espanha, Japão e América do Sul foram anunciadas. Dougie faliu na Bournemouth Echo "Para alguns fãs o nosso novo material tocado ao vivo soa muito pesado, mas acho que ainda está em sintonia com todas as faixas de idade que atingimos e quando souberem o que eles vão ver ao vivo irão se surpreender. Minha faixa favorita do novo álbum Above the Noise é Nowhere Left To Run e eu estou realmente ansioso para tocar essa canção ao vivo na turnê."

## Tour Live
O show de Wembley, dia 1 de Abril de 2011,filmado e transmitido ao vivo no Facebook. Para poder assistir ao concerto ao vivo, os fãs tiveram que comprar um bilhete eletrônico em R $ 2,99. No entanto os membros da Supercity puderam assistir a performance ao vivo de graça no site. Antes do show, os fãs puderam ver imagens dos bastidores e uma entrevista com perguntas feitas pelos fãs sobre os aplicativos para o iPhone.

## Brasil
Foram confirmados shows no Brasil no final do mês de maio. A banda irá passar pelas cidades de Belo Horizonte, Rio de Janeiro, São Paulo e Porto Alegre. Em São Paulo será realizado dois shows.

## SetList
1. "Party Girl"
2. "Nowhere Left to Run"
3. "IF U C Kate"
4. "That's the Truth"
5. "Transylvania"
6. "Lies"
7. "POV"
8. "Corrupted"
9. "Falling in Love (canção de McFly)"
10. "Obviously"
11. "All About You"
12. "I Need a Woman"
13. "End of the World"
14. "Smile"
15. "Star Girl"
16. "5 Colours In Her Hair"
17. "Tinie Tempah" (Passout cover)
18. "The Last Song"
19. "One for the Radio"
20. "The Heart Never Lies"
21. "Shine a Light"

## Datas
| Europa                  |                |             |                                             |
| 28 de Janeiro de 2011   | Amsterdã       | Holanda     | Melkweg [a]                                 |
| 11 de Fevereiro de 2011 | Bruxelas       | Bélgica     | AB Box [a]                                  |
| 18 de Março de 2011     | Sheffield      | Reino Unido | Motorpoint Arena [b]                        |
| 19 de Março de 2011     | Manchester     | Reino Unido | MEN Arena [b]                               |
| 20 de Março de 2011     | Brighton       | Reino Unido | Brighton Centre [b]                         |
| 22 de Março de 2011     | Cardiff        | Reino Unido | CIA Arena [b]                               |
| 23 de Março de 2011     | Bournemouth    | Reino Unido | BIC Arena [b]                               |
| 26 de Março de 2011     | Glasgow        | Reino Unido | SECC [b]                                    |
| 27 de Março de 2011     | Newcastle      | Reino Unido | Metro Radio Arena [b]                       |
| 29 de Março de 2011     | Liverpool      | Reino Unido | Echo Arena [b]                              |
| 30 de Março de 2011     | Birmingham     | Reino Unido | LG Arena [b]                                |
| 1 de Abril de 2011      | Londres        | Reino Unido | Wembley Arena [b]                           |
| 3 de Abril de 2011      | Belfast        | Reino Unido | Odyssey Arena [b]                           |
| 4 de Abril de 2011      | Dublin         | Irlanda     | The O2 [b]                                  |
| 6 de Abril de 2011      | Nottingham     | Reino Unido | TRent FM Arena [b]                          |
| 6 de Maio de 2011       | Valencia       | Espanha     | Casa de Cultura de Burjassot                |
| 7 de Maio de 2011       | Madrid         | Espanha     | Palacio Vistalegre                          |
| 8 de Maio de 2011       | Barcelona      | Espanha     | Sala Razzmatazz                             |
| América do Sul          |                |             |                                             |
| 20 de Maio de 2011      | Belo Horizonte | Brasil      | Chevrolet Hall                              |
| 21 de Maio de 2011      | Rio de Janeiro | Brasil      | HSBC Arena                                  |
| 23 de Maio de 2011      | São Paulo      | Brasil      | HSBC Brasil                                 |
| 24 de Maio de 2011      | São Paulo      | Brasil      | HSBC Brasil                                 |
| 26 de Maio de 2011      | Porto Alegre   | Brasil      | Teatro do Bourbon County                    |
| 28 de Maio de 2011      | Buenos Aires   | Argentina   | La Trastienda                               |
| 29 de Maio de 2011      | Buenos Aires   | Argentina   | La Trastienda                               |
| Europa                  |                |             |                                             |
| 19 de Junho de 2011     | Staffordshire  | Reino Unido | Alton Towers                                |
| 2 de Julho de 2011      | Chester        | Reino Unido | Chester Rocks                               |
| 3 de Julho de 2011      | Chester        | Reino Unido | Racecourse                                  |
| 10 de Julho de 2011     | Llangollen     | Reino Unido | Llangollen International Musical Eisteddfod |
| Ásia                    |                |             |                                             |
| 26 de Julho de 2011     | Tóquio         | Japão       | Akasaka Blitz                               |
| 27 de Julho de 2011     | Tóquio         | Japão       | Akasaka Blitz                               |
| 28 de Julho de 2011     | Osaka          | Japão       | Big Cat                                     |
| Europa                  |                |             |                                             |
| 13 de Agosto de 2011    | Doncaster      | Reino Unido | Doncaster Racecourse                        |
| 14 de Agosto de 2011    | Leicester      | Reino Unido | Summer Sundae Weekender                     |
| 25 de Agosto de 2011    | Surrey         | Reino Unido | Jolly Day Out Festival                      |

↑ a Este concerto fez parte da pré-turnê "Above the Noise".
↑ b Este concerto fez parte da turnê "Above the Noise".